# Subotički športski list
Subotički športski list su bile športske novine na hrvatskom jeziku iz Subotice.

## Povijest
Izlazile su od 27. svibnja 1935. do 10. lipnja 1940. godine.
Godišnje je izlazilo po tridesetak brojeva. 

## Glavni urednici
- Ladislav Marković (27. svibnja 1935. – 20. lipnja 1939.)
- Franjo Kujundžić (20. lipnja 1939. – 10. lipnja 1940.)

## Vanjske poveznice
- Subotički športski list  Arhivirana inačica izvorne stranice od 18. lipnja 2018. (Wayback Machine), digitalizirani brojevi 1935. – 1940., zkvh.org.rs
- Hrvatska riječ Naco Zelić: Glasila - novine u bačkih Hrvata, 10. studenoga 2003.